# Cuasso al Monte
Cuasso al Monte är en ort och kommun i provinsen Varese i regionen Lombardiet i Italien. Kommunen hade 3 593 invånare (2018).